# Tennisvereniging Osdorp
Tennisvereniging Osdorp is een tennisvereniging in Amsterdam.
De club is gevestigd in Sportpark Ookmeer in Amsterdam Nieuw-West. De vereniging heeft in 2024 ongeveer 600 leden, en beschikt over 6 gravelbanen, 4 roodzand-kunstgrasbanen en een blaashal voor het winterseizoen. De vereniging werd opgericht op 10 oktober 1990.